# Eva Löbau

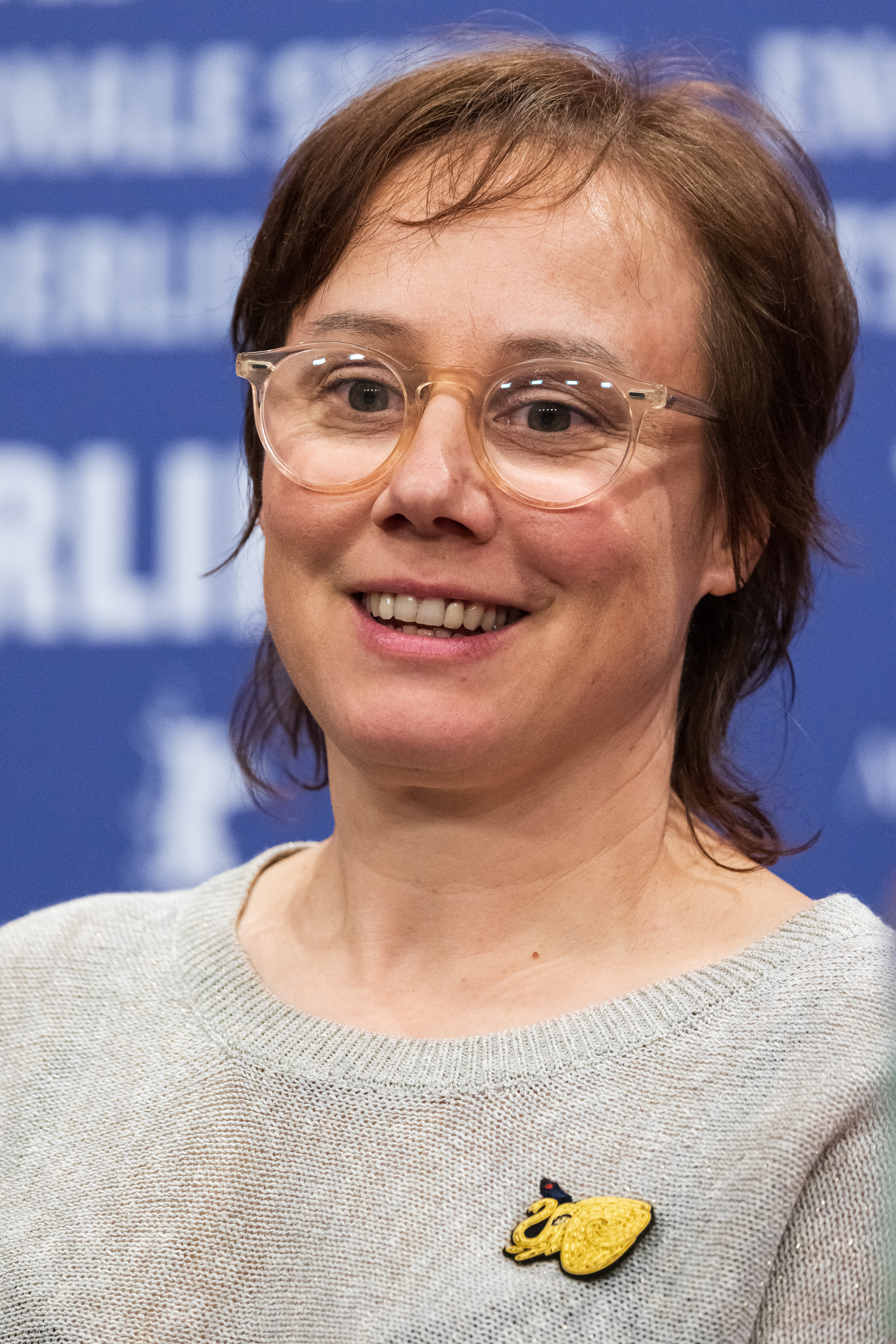
Eva Löbau (2023)

Eva Löbau (* 26. April 1972 in Waiblingen) ist eine österreichische Schauspielerin.

## Leben

### Herkunft und Ausbildung
Eva Löbau wuchs als Tochter österreichischer Eltern im schwäbischen Plochingen auf. Nach dem Abitur begann sie zunächst Anfang der 1990er-Jahre in Berlin ein Philosophiestudium an der Humboldt-Universität, das sie aber 1993 abbrach, um am Max-Reinhardt-Seminar in Wien zu studieren. Löbau lebt in Berlin.

### Theater
Nach ihrem Diplom folgte für Löbau Mitte der 1990er-Jahre ein erstes Engagement am Stadttheater Pforzheim. Am Theater arbeitete sie u. a. mit den Regisseuren Nicolas Stemann, Sebastian Nübling, Ricarda Beilharz, Angela Richter und Patrick Wengenroth. Seit 2000 gehört sie zur Münchener Performance-Gruppe Die Bairishe Geisha, die u. a. an der Performance Have You Ever Heard Of Wilhelm Reich? von Andreas Ammer und Console mitwirkte. 2015 stand sie neben u. a. Annette Frier, Ursula Karusseit und Felix von Manteuffel im Theater am Kurfürstendamm für Eine Familie – August: Osage County, nach dem Werk von Tracy Letts, auf der Bühne.
In den Spielzeiten 2018/19 und 2019/20 war Eva Löbau festes Ensemblemitglied der Münchner Kammerspiele.

### Film und Fernsehen
1999 gab Löbau ihr Kinoleinwanddebüt in Zusammenarbeit mit dem Regisseur Iain Dilthey in dem Kurzfilm Sommer auf Horlachen, der erfolgreich auf den Hofer Filmtagen lief. Noch im selben Jahr drehten sie Ich werde dich auf Händen tragen. Für die Hauptrolle der jungen, alleinerziehenden Mutter Ramona wurde sie auf dem Festival Internacional de Cine de Gijón als Beste Schauspielerin ausgezeichnet.
2003 spielte sie in Maren Ades Film Der Wald vor lauter Bäumen die Rolle der jungen Lehrerin Melanie Pröschle, die vergeblich Anschluss an das neue Lehrerkollegium sucht. Für den schwäbischen Dialekt, den sie in ihrer Jugend nur gehört, aber nicht gesprochen hatte, nahm sie Sprachunterricht. Sie bekam in Buenos Aires den Filmpreis und den New Port Preis als Beste Schauspielerin.
Neben der Zusammenarbeit mit Regisseur Iain Dilthey bei drei weiteren Produktionen folgten u. a. Filme mit den Regisseuren Hartmut Griesmayr, Hans-Christian Schmid, Detlev Buck, Franziska Buch, Max Färberböck, Sonja Heiss, Pia Marais und Jaume Collet-Serra.
Im Rahmen der Fernsehreihe Familie Bundschuh ist Löbau seit 2015 als mit schwäbischem Dialekt sprechende und strenggläubige Tante Rose Schultze neben Stephan Grossmann, der ihren Filmehemann Hadi spielt, in einer der festen Hauptrollen in den Verfilmungen von Andrea Sawatzkis Romanen rund um Gundula und Gerald Bundschuh zu sehen.
Für den SWR ermittelt sie seit 2017 in bislang 12 Folgen des Schwarzwald-Tatorts als Kommissarin Franziska Tobler neben Hans-Jochen Wagner.

## Filmografie (Auswahl)

### Kino
- 1999: Sommer auf Horlachen, (Kurzfilm) Regie: Iain Dilthey
- 2000: Ich werde dich auf Händen tragen, Regie: Iain Dilthey
- 2001: Das Verlangen
- 2003: Der Wald vor lauter Bäumen, Regie: Maren Ade
- 2005: Gefangene, Regie: Iain Dilthey
- 2005: Knallhart
- 2005: Requiem
- 2005: Vier Töchter, Regie: Rainer Kaufmann
- 2006: Reine Geschmacksache
- 2007: Hotel Very Welcome
- 2007: Meine schöne Bescherung
- 2008: Anonyma – Eine Frau in Berlin
- 2009: Mein Leben im Off, Regie: Oliver Haffner
- 2009: Die Helden aus der Nachbarschaft, Regie: Jovan Arsenić
- 2009: Lila, Lila
- 2009: Inglourious Basterds
- 2010: Der Albaner
- 2010: Im Alter von Ellen
- 2010: Nemesis (Stimme)
- 2011: Unknown Identity (Unknown)
- 2014: Ein Geschenk der Götter
- 2014: Worst Case Scenario
- 2017: Einsamkeit und Sex und Mitleid
- 2017: Tigermilch
- 2017: Blind & Hässlich
- 2018: Reise nach Jerusalem
- 2018: Whatever Happens Next
- 2023: Das Lehrerzimmer
- 2023: Die Tagebücher von Adam und Eva
- 2024: Grüße vom Mars

### Fernsehen
- 2002: Traumprinz in Farbe, Regie: Oliver Dommenget
- 2005: Margarete Steiff
- 2005: Luginsland, Regie: Connie Walther
- 2005: Fürchte dich nicht, Regie: Christiane Balthasar (Zweiteiler)
- 2006: Schuld und Unschuld, Regie: Marcus O. Rosenmüller (Zweiteiler)
- 2006: Hilfe! Hochzeit! – Die schlimmste Woche meines Lebens
- 2006: Angsthasen, Regie: Franziska Buch
- 2006: Bloch – Der Kinderfreund
- 2007: Tatort: Bienzle und sein schwerster Fall
- 2007: Tatort: Wem Ehre gebührt
- 2008: Lindenstraße, Regie: Iain Dilthey (Folge)
- 2008: Tatort: Der glückliche Tod
- 2008: Tatort: Erntedank e. V.
- 2009: SOKO Wismar (Folge: Lillis Papa)
- 2009: Das Glück ist eine ernste Sache, Regie: Hermine Huntgeburth
- 2010: Lüg weiter, Liebling
- 2011: Doctor’s Diary, 3. Staffel 8. Folge
- 2011: Der Mann auf dem Baum
- 2013: BlitzBlank, Regie: Ingo Rasper
- 2013, 2015: Lerchenberg (Miniserie, 8 Folgen)[6]
- 2013: Wilsberg: Gegen den Strom
- 2013: Der Wagner-Clan. Eine Familiengeschichte
- 2014: Die Mütter-Mafia
- 2015: Der Kotzbrocken
- 2015: Es kommt noch besser
- seit 2015: Familie Bundschuh (Fernsehreihe)
  - 2015: Tief durchatmen, die Familie kommt
  - 2017: Von Erholung war nie die Rede
  - 2018: Ihr seid natürlich eingeladen
  - 2019: Wir machen Abitur
  - 2020: Familie Bundschuh im Weihnachtschaos
  - 2021: Woanders ist es auch nicht ruhiger
  - 2022: Unter Verschluss
  - 2023: Bundschuh vs. Bundschuh
- 2017: Familie Lotzmann auf den Barrikaden, Regie: Axel Ranisch
- 2017: Landgericht – Geschichte einer Familie
- seit 2017: Tatort → siehe auch Tobler und Berg
  - 2017: Goldbach
  - 2018: Sonnenwende
  - 2018:  Damian
  - 2019: Für immer und dich
  - 2020: Ich hab im Traum geweinet
  - 2020: Rebland
  - 2021: Was wir erben
  - 2022: Saras Geständnis
  - 2022: Die Blicke der Anderen
  - 2022: Unten im Tal
  - 2023: Das geheime Leben unserer Kinder
  - 2024: Letzter Ausflug Schauinsland
  - 2024: Ad Acta
  - 2024: Die große Angst
- 2024: Sexuell verfügbar

## Theater (Auswahl)
- 2003: 4.48 Psychose, (Theater Basel) Regie: Ricarda Beilharz
- 2003: L’Amerique, (Deutsches Schauspielhaus) Regie: Angela Richter
- 2003: Untergrundkrieg, (Staatsschauspiel, Tif Dresden) Regie: Regina Wenig
- 2006: Nach Damaskus, (Hebbel am Ufer) Regie: Anja Gronau
- 2006: Verschwör dich gegen dich, (Sophiensaele Berlin) Regie: Angela Richter
- 2010: Switch on (Konferenzoper, Hebbel am Ufer, Festspielhaus Hellerau), Regie: Santiago Blaum[7]
- 2015: Eine Familie – August: Osage County (Theater am Kurfürstendamm, Berlin), Regie: Ilan Ronen
- 2018: Kill the Audience (Münchner Kammerspiele), Regie: Rabih Mroué
- 2023: Schweigt Stille / Sober up! (Schauspiel Leipzig), Regie: Santiago Blaum

## Auszeichnungen
- 2011: Rom-Stipendium der Kulturstiftung der Länder[8]
- 2017: Robert-Geisendörfer-Preis (Darstellerin, Hörfunk: Die meisten Afrikaner können nicht schwimmen); Regie: Stefan Kanis
- 2018: 14. achtung berlin – new berlin film award: Beste Schauspielerin in Reise nach Jerusalem